# Аквариум (группа)
«Аквариум» — одна из старейших советских и российских рок-групп. Состав участников за полвека существования группы неоднократно менялся, и только певец и идейный вдохновитель группы Борис Гребенщиков (также известный как БГ) является участником коллектива с самого момента его основания в 1972 году вместе с Анатолием Гуницким. Вплоть до роспуска группы в марте 1991 года её основой был квартет музыкантов: Борис Гребенщиков, Михаил Файнштейн, Дюша Романов, Всеволод Гаккель. В разное время с Гребенщиковым также сотрудничали: Майк Науменко, Сергей Курёхин, Олег Сакмаров, Борис Рубекин, Эдмунд Шклярский, Евгений Губерман, Александр Кондрашкин, Александр Ляпин, Пётр Трощенков, Иван Воропаев, Андрей Решетин, Сергей Щураков и многие другие.

## История
Периодизация дана в соответствии с официальной историографией группы.

### «Аквариум» 1.0 (1972—1991)

#### Ранние годы
«Аквариум» был основан Борисом Гребенщиковым и его другом Анатолием Гуницким (он же Джордж, Старый Рокер) в июле 1972 года как поэтически-музыкальный проект. Тридцать лет спустя Гребенщиков так охарактеризует этот проект:
«У меня простой подход. Боб Марли говорил: „Who are playing with me is Wailers“ — кто играет со мной, те и есть Wailers. Если людям будет интересно играть со мной, то это будет „Аквариум“. Это буду не я лично, потому что мы, когда работаем вместе, мы и делаем всё вместе. Если людям интересно играть эту музыку, значит, это „Аквариум“».
Из интервью Гребенщикова «Нашему радио», Брянск, 2002
По распространённой версии, название группы возникло, когда Гребенщиков и Гуницкий ехали в автобусе и увидели на Будапештской улице Петербурга пивной бар под названием «Аквариум» (в 1980-е годы это заведение было закрыто). Сам Борис Гребенщиков в разные годы по-разному отвечал на вопрос о названии группы:
«РД. Кто придумал это название?

БГ. Никто не придумал. Когда мы совсем устали, случилось так, что мы ехали где-то в Купчине. Проехали такую двухэтажную „стекляшку“. Она называлась „Аквариум“. И кто-то сказал, что вот — „Аквариум“. И мы решили, что — да.

РД. А где была эта „стекляшка“?

БГ. Где-то на Софийской или Будапештской… Сейчас там шашлычная, по-моему».
Интервью А. Житинскому, октябрь-ноябрь 1988
«Такова версия моего друга Толи Гуницкого, с которым мы вместе и основали „Аквариум“ летом 1972 года. Но я с ней абсолютно и полностью не согласен. Потому что пивом я не интересовался никогда — ни тогда, ни сейчас. И я твёрдо знаю, что название „Аквариум“ было придумано где-то на двух третьих теперешнего Троицкого моста через Неву, приблизительно между серединой и выходом с моста к Петропавловской крепости, в результате того, что мы в течение трёх суток перебирали все возможные слова. <…> Мы ходили по городу, ездили по городу, передвигались всеми методами и перебрасывались трое суток, без сна и отдыха, сочетаниями слов, одно из которых должно было стать названием группы. Двое с половиной суток мы этим занимались, и примерно в 17 часов на этом мосту, то ли он, то ли я, вот этого я уже сказать не могу, сказал: „Аквариум“. Мы остановились, посмотрели друг на друга и сказали „О! Может быть“».
БГ для BBC, Лондон, 2007
Поначалу у группы дело не шло дальше репетиций и первый концерт группа дала в Зеленогорске лишь 22 марта 1973 года. Ещё одно выступление состоялось в ленинградском ресторанчике «Трюм» около Центрального Парка Культуры и Отдыха, а первый гонорар составил 50 рублей наличными.
Первое время состав был приблизительно таким: Гребенщиков, Джордж (барабаны), Александр Цацаниди (бас-гитара), Вадим Васильев (клавишные), Валерий Обогрелов (звук). В 1973 году непродолжительное время с «Аквариумом» репетировал гитарист Эдмунд Шклярский, впоследствии лидер группы «Пикник». В том же году появился бас-гитарист Михаил Файнштейн-Васильев (Фан). В следующем году к группе в качестве клавишника присоединился Андрей «Дюша» Романов; вскоре под влиянием игры Иэна Андерсона он переквалифицировался во флейтиста.
Итак, в 1973 году у «Аквариума» появляется первый концертный опыт, но выступает группа всё ещё редко:
«Всё это время „Аквариум“ почти не выступает, а сидит преимущественно на юге, пьёт портвейн и поёт песни (свои и Битлз) или же репетирует на факультете ПМ. Аппаратура стоит в подсобке, и её вполне достаточно, чтобы изредка играть на свадьбах».
Из интервью Гребенщикова

#### «Доисторические» альбомы
К 1974 году относятся первые магнитоальбомы «Аквариума». В январе — феврале на каникулах Гребенщиковым и Джорджем было записано «Искушение святого Аквариума». Альбом был создан при помощи домашней звукозаписывающей техники, и качество звука, естественно, оставляло желать лучшего. «Искушение святого Аквариума» долгое время считалось утерянным, но в 1997 году запись была обнаружена и выпущена в 2001 году на CD в составе сборника «Доисторический Аквариум».
Комментарий первого звукорежиссёра группы Армена «Марата» Айрапетяна:

«До Искушения ничего не записывалось, да и после довольно редко. Ведь для записи нужно было всех собрать, заставить работать аппаратуру, наступать на горло творческому полёту, чтобы переделать дубли и т. д. Только с появлением кассетных магнитофонов запись перестала быть разовой акцией, но зато упало качество, да и записывалась на них большей частью акустика.
Итак, других специальных записей не делалось, но время от времени что-то попадало на плёнку. Например, совместное музицирование с группой Za (даже включённое в их диск „Победа За“)».— Армен «Марат» Айрапетян, 13 июня 2011
Вскоре был подготовлен ещё один короткий альбом «Менуэт земледельцу», но эта запись, похоже, утеряна окончательно.
Третий альбом назывался «Притчи графа Диффузора». Он был записан Гребенщиковым, Джорджем, Фаном и Дюшей Романовым. Точное время записи не помнит никто из участников группы, но, вероятнее всего, это была весна 1975 года.
В 1974 году группа участвует в самодеятельном театре, играющем пьесы абсурда на ступенях Инженерного замка. После того как театр возглавил профессиональный режиссёр Эрик Горошевский, Гребенщиков разочаровался в идее синтеза рока, поэзии и театра, и «Аквариум» сконцентрировался на музыкальной деятельности (впрочем, окончательно отделилась от театра группа лишь в 1977 году). Джордж покинул группу, но продолжил общение с её участниками.
К 1975 году относится появление в «Аквариуме» виолончелиста Всеволода (Севы) Гаккеля.
«Летом мы, как правило, редко куда выезжали, предпочитая мотаться по городу. Ходили с места на место и везде играли — обыкновенно на открытом воздухе. У нас же группа, в отличие от всех остальных, была единственным мобильным коллективом в мире — акустическая гитара, виолончель, флейта — и всё… Мы играли в Инженерном замке, по всяческим паркам, вокруг факультета прикладной математики — где угодно. Практически жили на улице — и так проводили большую часть своего времени».
Из интервью газете «Известия» 28 августа 2006 года
С 1976 года «Аквариум» начинает вести довольно регулярную концертную деятельность. Первый совместный концерт Гребенщикова, Гаккеля и Дюши Романова состоялся 27 февраля 1976 года на первом празднике музыки Beatles, а в конце марта «Аквариум» на свои деньги едет непрошеным гостем на «Таллинские песни молодёжи—1976» — Таллинский фестиваль популярной музыки, где играет четыре акустические вещи. В газете тартуского университета за март 1978 года есть упоминание о том, что группа заслужила бы приз за самую интересную программу. Там же происходит знакомство с Андреем Макаревичем.
В 1977 году «Аквариум» на два года потерял двух своих музыкантов — Дюшу Романова и едва появившегося Александра «Фагота» Александрова: они были призваны на военную службу. Годом раньше, в ноябре 1975 года ушёл служить в армию Файнштейн.
В 1976 году появился альбом Гребенщикова «С той стороны зеркального стекла», записанный при помощи (на одной песне) В. Гаккеля, а в 1978 — совместный с Майком Науменко «Все братья — сёстры»:
«В 1978 году было относительно тихо, БГ загорелся творчеством Боба Дилана и всё лето писал песни („Укравший дождь“, „Уйдёшь своим путём“, „Дорога 21“, „Сталь“, „Почему не падает небо“). Летом того же года записал сольный „лонгплей“ с Майком (Михаилом) Науменко, известным по песням „Ты — дрянь“, „Моя сладкая N“. Он назывался „Все братья — сёстры“ и разошёлся по Союзу в умопомрачительном количестве — около 20 штук. Популярность „Аквариума“ резко возросла. Незнакомые люди узнают песни, а БГ узнают на улицах».
БГ. Правдивая автобиография Аквариума
Это был первый альбом, получивший хождение в Ленинграде именно как альбом, а не некая плёнка с записями безымянных людей. Он явился предтечей «Синего альбома» и «Сладкой Н.». Его распространение сдерживали только саунд и неготовность людей к переписи.
К концу семидесятых «Аквариум» уже знаком с двумя значимыми фигурами советского рока — Артемием Троицким и Андреем Тропилло, в студии которого были записаны первые «исторические» альбомы «Аквариума». В новогоднюю ночь 1979 года впервые выступил с «Аквариумом» Александр Ляпин (он окончательно вошёл в состав «Аквариума» в 1982 году), весной 1979 года Дюша и Фагот вернулись из армии.
Громко заявить о себе в рок-кругах «Аквариуму» удалось на тбилисском рок-фестивале 1980 года. Призов группа не получила, но своим выступлением устроила настоящий скандал. По сравнению с остальными участниками фестиваля «Аквариум» вёл себя на сцене эксцентрично и эпатажно, но жюри этого не оценило: когда во время концерта Гребенщиков, играя на гитаре, лёг на сцену, все члены жюри демонстративно покинули зал. «Аквариум» обвинили в пропаганде гомосексуализма (так был расценён один из эпизодов выступления), инцеста (исполняя песню «Марина», Гребенщиков вместо «выйти замуж за финна» спел «выйти замуж за Ино»: из-за плохой техники многим показалось «выйти замуж за сына») и в непристойном поведении и поначалу даже хотели немедленно выслать с фестиваля. О выступлении стало известно в Ленинграде, и в результате БГ лишился работы и был исключён из комсомола.
Александр Старцев в своей биографии «Аквариума» 1986 года упоминает запись 1980 года «Музыка общественных туалетов». Он не признан группой как официальный альбом. Тем не менее, в августе 2002 года студия «Триарий» издала этот альбом, взяв оригинал у Старцева, по ошибке датировав его 1974 годом.

#### Первые «исторические» альбомы
В январе 1981 года записан «Синий альбом», ставший первой «исторической» самостоятельной студийной работой «Аквариума». Во время записи «Синего альбома» у группы ещё продолжался период увлечения регги, что можно понять по песням «Рутман», «Река», «Единственный дом (Джа даст нам всё)». «Синий альбом» фактически стал первым полноценным подпольным рок-альбомом в СССР (песни были записаны в студии, присутствовали концепция и оригинальное оформление).
7 марта 1981 года был основан Ленинградский рок-клуб, в который сразу же был принят «Аквариум».
Летом 1981 года, при участии джазового пианиста Сергея Курёхина, записывается «Треугольник», который, по замыслу Гребенщикова, должен был стать новым «Сержантом Пеппером». Тексты песен в альбоме, в основном, относятся к абсурдизму (некоторые из них были написаны Джорджем).
Альбом «Электричество. История Аквариума — Том 2», записанный одновременно с «Треугольником» получил хождение позже, в начале 1982 года, но раньше альбома «Акустика (История Аквариума — Том 1)», также записанного, в основном, параллельно с «Треугольником».
«По какой-то непонятной мне причине — по-моему, из-за шума воды между песнями — мы никак не могли собрать „Акустику“ в правильном виде, — вспоминает Гребенщиков. — Мы начали готовиться к тому, что запись может затянуться. Это происходило на протяжении двух лет — днём, ночью, осенью, зимой… всё это случалось, как только у Тропилло находился свободный день». Ещё одной причиной, по словам Гребенщикова, было то, что обложка для альбома была ещё не готова. Соответственно, судя по названиям альбомов, альбом «Акустика» был задуман как третий альбом, а «Электричество» — как четвёртый.
По утверждению Гребенщикова, тот, кто слышал «Акустику», может считать, что он знает «Аквариум».
C начала 1982 года группа начинает играть электрические концерты. В самом начале года, 6 января, был сыгран концерт в ДК имени Луначарского в Москве, запись которого в 1996 году была выпущена как «живой» альбом «Арокс и Штёр».
Летом записывается альбом «Табу». По словам БГ, для группы это были тяжёлые времена, после концерта в Архангельске рок-клуб запретил «Аквариуму» концертную деятельность до конца года. Файнштейн и Дюша устроились летом на работу и почти не участвовали в записи альбома — по этой причине на обложке после названия группы даже был поставлен вопросительный знак. В числе приглашённых музыкантов оказался 20-летний Игорь Бутман.
В 1983 году «Аквариум» много выступает с концертами, в основном в Ленинграде и Москве. 15 мая 1983 года группа участвует в первом ленинградском рок-фестивале, прошедшем под названием «1-й городской смотр-конкурс любительских рок-групп Ленинграда на лучшее исполнение песен антивоенной тематики под девизом „За антиимпериалистическую солидарность, мир и дружбу!“». «Аквариум» принимал участие в нескольких последующих ежегодных рок-фестивалях, организованных Ленинградским рок-клубом.
Весной и летом записывается новый альбом «Радио Африка», который Гребенщиков назвал «языческим». Серьёзную поддержку в создании альбома вновь оказал Сергей Курёхин: он даже является автором одной из композиций («Тибетское танго»). Вообще, само название альбома восходит к идее Гребенщикова и Курёхина называть свои общие проекты «Радио Африка»; от проектов в итоге отказались, а название осталось. В альбом вошла знаменитая песня «Рок-н-ролл мёртв», ставшая одним из главных хитов группы, а для многих — своеобразным гимном десятилетия. На басу в одной песне — «Время Луны» — сыграл Александр Титов; вскоре он был приглашён в группу.
Популярность «Аквариума» увеличивалась, несмотря на отсутствие официального признания. В конце 1983 года группа попала в тройку лучших в СССР по результатам первого в советской практике опроса экспертов, проведённого газетой «Московский комсомолец» среди примерно тридцати журналистов и рок-деятелей из Москвы, Ленинграда и Таллина. Первая десятка в категории «Ансамбли» выглядела следующим образом: 1. «Динамик». 2. «Машина времени». 3. «Аквариум». 4. «Автограф». 5. «Диалог». 6. «Руя». 7. «Рок-отель». 8. «Магнетик бэнд». 9. «Круиз». 10. «Земляне». В феврале 1984 года по результатам экспертного опроса газеты «Московский комсомолец» группа уже занимала второе место среди ансамблей.
Первым из двух альбомов «Аквариума» 1984 года была «Ихтиология» — сборник акустических концертных записей 1983—1984 годов.
Вторым стал «День Серебра», выпущенный в начале октября, — первый альбом «Аквариума», записанный на профессиональном оборудовании. В его создании, помимо постоянных членов группы, поучаствовал скрипач Александр Куссуль. Многие считают «День Серебра» одним из лучших альбомов группы — благодаря стройной концепции (создававшейся в течение восьми месяцев), удачным аранжировкам и, как всегда, малопонятным, но философским текстам. На «Дне Серебра» записаны песни «Сидя на красивом холме», «Небо становится ближе», «Иван Бодхидхарма».
Тогда же, в 1984 году из записей, сделанных для «Табу», и ещё более ранних записей, забракованных группой, Андрей Тропилло без ведома участников группы составил и издал сборник «M.C.I.».
Альбом «Дети Декабря», законченный 13 января 1986 года — немного более мрачный, впрочем, мрачность во многом задаётся начальной песней «Жажда», исполнявшейся и раньше, но по-новому аранжированной для «Детей Декабря». В то же время совершенно противоположный настрой несут такие песни, как «Она может двигать» и «212-85-06». Альбом был записан с участием двенадцати человек, не считая продюсера Андрея Тропилло (хотя и он внёс небольшой исполнительский вклад, произнеся в «212-85-06» текст частушки — «Меня били-колотили у дороги во кустах, проломили мою голову в семнадцати местах»).
Концертный альбом «Аквариума» — «Десять стрел» (весна 1986) — стал последним «самиздатским». В альбом были включены записи, сделанные Алексеем Ипатовцевым на концертах в конце 1985 года. Единственная студийная запись в альбоме — песня «Город», записанная в начале 1986 года и ставшая одной из самых известных композиций в исполнении «Аквариума» (часто авторство её музыки и стихов ошибочно приписывают соответственно Франческо да Милано и Алексею Хвостенко). На обложке альбома написано, что он посвящён памяти Александра Куссуля, погибшего в августе, уже после выхода «Десяти стрел».
В том же году в США на средства Джоанны Стингрей тиражом 10 000 экземпляров вышел двойной виниловый сборник советской рок-музыки «Red Wave», в котором одну сторону из четырёх занимал «Аквариум». Впрочем, полноценным выходом из подполья это событие назвать было рано: «Аквариум» не давал больших концертов, о нём редко говорили в прессе и на телевидении.

#### Выход из «подполья»
Вскоре после появления «Red Wave» с мёртвой точки дело сдвинулось и в СССР: выходит первая официальная пластинка группы (так называемый «Белый Альбом»), изданная фирмой «Мелодия» в 1987 году и представлявшая собой компиляцию песен из «Дня Серебра» и «Детей Декабря». Всеволод Гаккель даже связывает между собой выход двух этих пластинок:
«Одну копию она (Стингрей) послала Рейгану, другую Горбачёву, сопроводив это заявлением, что то, что не могут достичь политиканы на дипломатическом уровне, с успехом получается у рок-музыкантов обеих стран. В результате чего Горбачёв спросил у своих советников: Какой такой Аквариум? Почему у них нет пластинки? И Министерство культуры дало директиву фирме „Мелодия“ в срочном порядке выпустить пластинку этой группы, дабы создать иллюзию того, что пластинки этих групп давно выпущены и продаются».
Всеволод Гаккель. Аквариум как способ ухода за теннисным кортом.
Именно в этот период группа начинает приобретать всё бо́льшую известность, а 1987 год можно считать «годом великого перелома» в истории «Аквариума». Ещё в марте 1984 года группа приглашается Тамарой и Владимиром Максимовыми на запись первой передачи «Музыкальный ринг» на ленинградском телевидении. 24 октября 1986 года ансамбль появляется на «Музыкальном ринге» во второй раз, а 17 января 1987 года это выступление транслируется уже по первой общесоюзной программе. «Музыкальный ринг» становится первой «визуализацией» «Аквариума» «в полный рост» — в режиме студийного ток-шоу и концерта и в масштабе всего СССР. Это было своеобразным свидетельством окончательного выхода группы из подполья, её официального признания и узнавания как существенного элемента советской молодёжной музыкальной культуры того времени. До этого группа была известна главным образом среди поклонников и товарищей «по цеху». Уже в марте 1987 года журнал «Юность» назвал «Аквариум» лучшим музыкальным ансамблем страны. Лучшим музыкантом был признан Гребенщиков.
В 1987 году на «Мосфильме» был отснят фильм Сергея Соловьёва «Асса», в котором было использовано пять песен «Аквариума», в том числе «Город». Параллельно с фильмом вышел одноимённый саундтрек, включающий в себя пять песен «Аквариума» в собственном исполнении.
В следующем году на «Мелодии» вышел альбом «Равноденствие», первый официальный «естественный» альбом «Аквариума», записанный в 1987 году. Гребенщиков охарактеризовал его как лебединую песню «Аквариума» 80-х и в целом был недоволен пластинкой:
«И вот мы связались с ними (с „Мелодией“), записали „Равноденствие“ и провалили нашу, может быть, самую лучшую пластинку. Всё нормально, контроль был целиком у нас, но то, как работает „Мелодия“ — все маленькие штучки, заковырочки, неполадки с кабелями, что-то вырубается, у кого-то головная боль… И всё это выразилось в полной желеобразности».

Из интервью Гребенщикова журналу «Урлайт».

#### Гребенщиков на Западе
3 июня 1988 года группа сыграла свой первый концерт за границей — в канадском Монреале, после которого «Аквариум» в полном составе записал в Канаде две песни («Китай» и «King Arthur») для будущего сольного англоязычного альбома БГ. В августе 1988 года он работает в США и Великобритании над «Radio Silence» («радиомолчание»). Осенью и зимой «Аквариум» даёт несколько концертов, но Гребенщиков постоянно отлучается в США, появляется в прессе и даёт концерты независимо от группы.
«Radio Silence» вышел в Европе и США в начале лета 1989 года. О работе над альбомом режиссёр Майкл Аптед (Michael Apted) создал фильм «Долгая дорога домой» (англ. «The Long Way Home»), который в июне 1989 года был показан по «MTV».

#### «Смутное время»
В том же году возникает «Русско-Абиссинский оркестр». Под этим названием участники «Аквариума» записывают саундтрек к фильму Сергея Дебижева «Золотой сон» (1989), а также часть музыки к картине Сергея Соловьёва «Чёрная роза — эмблема печали, красная роза — эмблема любви» (1989). Позже это название появится и в титрах фильма Дебижева «Два капитана 2».
В это же время не прекращаются попытки других участников «Аквариума» организовать собственные группы. «Трилистник» Дюши Романова был основан ещё в 1987 году; Титов в 1990 году объявил о создании проекта «Восток-1»; позже возникли «Три Сашка» с участием Ляпина и Титова; в декабре появился ансамбль «Турецкий чай», который возглавили Ляпин, Гаккель и всё тот же Титов. В начале 1991 года Ляпин записал сольный альбом «Ностальгия по холодному пиву» (название включало явный намёк на раннюю песню «Аквариума» «Холодное пиво»).
Осенью 1990 года музыканты «Аквариума» начинают записывать песни для фильма С. Соловьёва «Дом под звёздным небом». Песни из этого фильма так и не появятся в виде самостоятельного издания вплоть до 2000 года.
В 1990 году Гребенщиков приступает к записи второго сольного альбома на английском языке — «Radio London» («Радио Лондон»). Задуманный альбом будет впервые выпущен лишь через шесть лет компанией «SoLyd Records» в стадии демозаписи.
14 марта 1991 года группа «Аквариум» выступила на юбилее (десятилетии) Ленинградского рок-клуба в ДС «Юбилейный» (VIII фестиваль рок-клуба). Это выступление группы было объявлено последним.

### БГ-Бэнд (1991—1992)
«БГ-Бэнд» был собран Гребенщиковым весной 1991 года и представлял собой своеобразную реинкарнацию «Аквариума» в новом названии и звучании и в новых «старых» лицах, среди которых не было ядра классического «Аквариума» — Гаккель, Романов, Файнштейн. В ансамбль вошли Гребенщиков, Олег Сакмаров (флейта), Сергей Щураков (аккордеон, мандолина), Андрей Решетин (скрипка) и Сергей Березовой (бас-гитара). Решетин и Щураков уже участвовали в записи «Равноденствия» (1987), а Сакмаров и Березовой были известны по гастрольной работе с последним составом «Аквариума».
За время своего существования (1991—1992) новая группа дала 171 концерт в Москве, Петербурге, Киеве, Минске, Риге, Казани, Северодвинске, Архангельске, Харькове и нескольких городах Поволжья, Урала и Сибири, на которых исполнялись совершенно новые песни и некоторые из прежнего репертуара Гребенщикова и «Аквариума». Существует концертный альбом коллектива, выпущенный в 1993 году под названием «Письма капитана Воронина. Концерт в Вятке», в который вошли песни сыгранные в 1991 году на концерте в Вятке группой в составе: Борис Гребенщиков (вокал, акустическая гитара), Сергей Березовой (бас-гитара), Олег Сакмаров (духовые инструменты, перкуссия) и Сергей Щураков (аккордеон, мандолина).
В январе — феврале 1992 года Гребенщиков и музыканты из состава «БГ-Бэнда» записывают в Москве «Русский альбом», основанный на песнях этого периода. В ноябре того же года «Русский альбом» выходит в виде виниловой пластинки и становится символом окончательного возвращения Гребенщикова на родину. Альбом представлял своим слушателям абсолютно новый коллектив: теперь лирика, мелодии и исполнение основывались на русских песенных традициях — от этой стилистики не отходит ни одна из композиций альбома. В текстах используются православные образы: таковы песни «Никита Рязанский» и «Кони беспредела»; вступительный инструментал называется «Архистратиг» (то есть архангел Михаил).
«Пожалуй, единственным альбомом в истории русской музыки — если не считать каких-нибудь контркультурных акций, канувших в Лету, — имеющим какое-либо непосредственное отношение к тому, что именуется „dark-folk“ или „folk noir“, был „Русский альбом“ Гребенщикова (который в ту пору увлекался творчеством Дэвида Тибета), наполненный заимствованиями и ссылками на Current 93 (так когда-то „Сергей Ильич“ ознакомил население Страны Советов с „Cat Black“ Болана), хотя как раз-то этот альбом как „дарк-фолк“ совсем не воспринимается…»
Из статьи «England was burning… а Россия горит по-своему»
При переиздании «Русского альбома» на компакт-диске в 1995 году к 11 основным композициям были добавлены ещё пять песен периода «БГ-Бэнда» (концертные и студийные записи 1991 и 1992 годов).
В 1992 году группа выступила на концерте в ТЦ «На Дубровке», известном под названием «Бородатый концерт», в составе: Борис Гребенщиков (вокал, акустическая гитара) , Олег Сакмаров (духовые инструменты, перкуссия), Сергей Щураков (аккордеон, мандолина), Алексей Зубарев (электрогитара), Березовой (бас-гитара) и Пётр Трощенков (ударные).
Несмотря на то, что классический «Аквариум» уже не существует, выходит сборник «История Аквариума. Архив. Том III» (1992), состоящий из нескольких архивных записей, и новых записей периода 1990—1991 годов. После возникновения «Аквариума» 2.0, новый состав приступает к записям следующего тома Архива — четвёртого — «Библиотека Вавилона. История Аквариума — Том 4» (1993).

БГ-бэнд на гастролях в Израиле (лето 1992 года). Слева направо: Алексей Зубарев, БГ, Олег Сакмаров

### «Аквариум» 2.0 (1992—1997)
Новый «Аквариум» был собран в сентябре 1992 года. В него вошли уже игравшие в «Аквариуме» и «БГ-Бэнде» Александр Титов, Олег Сакмаров и Алексей Зубарев, а также двое новых членов: Алексей «Лорд» Рацен и Андрей Вихарев. Чуть позже к этой шестёрке присоединился Сергей Щураков.
На обложке записанных в 1993 году «Любимых песен Рамзеса IV» было указано название «Аквариум»; таким образом, этот альбом стал номинально первым альбомом новых песен возрождённого «Аквариума».
Альбом «Пески Петербурга», выпущенный в 1994 году, несколько отошёл от стилистики, заданной «Русским альбомом» и «Любимыми песнями…»: он был составлен из песен 1980-х годов, ранее не выходивших в студийных альбомах. Единственной новой песней стал «Юрьев день», дописанный из давно существовавших первых двух строчек.
Развитие русской традиции в сочетании с вальсовыми мотивами получило успешное продолжение в альбоме «Кострома mon amour» (1994), заглавная песня которого — своеобразный гимн русской провинции. В это время Гребенщиков вслед за дзэном открыл для себя тибетский буддизм, и первая же песня альбома «Русская нирвана», схожая по музыке с мелодией Тихона Хренникова из кинофильма «Верные друзья» («Плыла-качалась лодочка по Яузе-реке…») (1954), изобилует буддийскими терминами и заканчивается в чём-то самоиронической строкой: «Ой, Волга, Волга-матушка, буддийская река». Песня «Пой, пой, лира» написана на одно из ранних стихотворений Джорджа.
В 1994 году в свет выходят два сольных альбома Гребенщикова — «Песни Александра Вертинского» и «Задушевные песни» (последний записан совместно с «Аквариумом», обозначенным на обложке как «Квартет Анны Карениной»). Кроме того, во Франции для европейских слушателей появляется сборник «Boris Grebenchikov & Aquarium 1991—1994». Он приурочен к большому концерту Гребенщикова в парижском «Theatre de la Ville».
В 1995 году в составе группы впервые за четыре года (немалый срок для «Аквариума») произошли изменения: ушёл Рацен, но появился скрипач Андрей Суротдинов. В новом составе был записан в Лондоне альбом «Навигатор». Он вышел 1 сентября 1995 года и по стилистике мало чем отличался от «Kostroma mon amour»: те же вальсы («Навигатор», «Голубой огонёк»), немного буддийской тематики («Фикус религиозный», то есть Дерево Бо, в тени которого Будда обрёл просветление) и русские фолк-мотивы («Последний поворот»).
Отчётный концертный альбом за 1995 год получил название «Центр циклона» и вышел в начале 1996 года. Студийный «Снежный лев», появившийся в 1996 году, стал последним в своеобразной трилогии — «Кострома Mon Amour» — «Навигатор» — «Снежный Лев». Стилистически он был близок в «Костроме» и «Навигатору» — вальсовые мелодии, русская тема в песнях. «Снежный Лев» стал последним, записанным в Англии.
Перемены наступили в 1997 году. Сначала под названием «Русско-Абиссинского оркестра» «Аквариум» выпускает инструментальный сборник «Bardo», который записывался в течение семи лет (начиная с саундтрека к фильму «Золотой сон», датированного 1989 годом). Затем увидела свет эпически-мифологическая «Гиперборея», в которую вошли ранее не издававшиеся песни 1970-х и 1980-х годов. Звучание группы становится жёстче, добавляется больше «электричества» в ущерб акустике, расширяется спектр инструментов: в записи использованы клавесин, контрабас, хомуз.
Группа «Аквариум» отметила 25-летие. Состоялись два юбилейных концерта — в Санкт-Петербурге (ДС «Юбилейный») и в Москве, со старым составом «Аквариума» — Дюша Романов, Всеволод Гаккель, Пётр Трощенков, Евгений Губерман, Михаил Файнштейн, Александр Ляпин. Запись концерта в ДС «Юбилейный» была выпущена в 2001 году под названием «Последний концерт».
Гребенщиков объявил о роспуске второго состава «Аквариума».

### Лилит Блюз Бэнд (1997—1998)
В 1997 году Гребенщиков вместе с «The Band» (знаменитая американская группа, среди прочего, аккомпанировавшая Бобу Дилану) записал альбом «Лилит», вышедший в двух вариантах (русском и американском).
Поскольку играть концерты с The Band было невозможно, для исполнения новых песен Гребенщиков воссоединился с Александром Ляпиным; сначала они выступали как акустический дуэт, но вскоре к составу присоединился перкуссионист Олег Шавкунов, басист В. Кудрявцев, а место клавишника занял скрипач А. Суротдинов. Концертный тур этого состава продолжался до июля 1998 года, после чего настало время очередных перемен.

### Новый электрический пёс (1998—1999)
1998 год стал началом периода «Нового электрического пса». «Электрический пёс» — ранняя песня «Аквариума», вошедшая в «Синий альбом» (1981); в 1998 году так была названа и концертная программа, с которой Гребенщиков выступил по городам России и ближнего зарубежья. Таким названием он как бы объявил о возвращении к истокам. БГ произвёл новый «набор» музыкантов в группу, и она пополнилась Александром Пономарёвым (гитара), Дмитрием Веселовым (перкуссия) и Борисом Рубекиным (клавишные). Кроме этого, на ручных ударных подыгрывали (и пели вставную партию в песне «С утра шёл снег») рабочий группы Н. Кошкин и Олег «Шар» Шавкунов, гастролировавший с БГ уже в 1997 году. Пономарёв, Веселов и Кошкин покинули группу вместе с концом тура «Новый электрический пёс»; Рубекин впоследствии играл с Гребенщиковым до самой своей смерти в 2015 году. Запись одного из выступлений этого состава была выпущена в 2009 году как концертный альбом БГ «Зомбияйц».
В том же, 1998 году, выходит антология «Аквариума» «Кунсткамера», которая состоит из записей, сделанных с конца 1980-х до середины 1990-х годов. Сольная дискография Гребенщикова пополняется сразу тремя альбомами: «Прибежище» — альбомом мантр, записанным совместно с Gabrielle Roth & «The Mirrors»; «Борис Гребенщиков и Deadушки» с техноверсиями старых песен «Аквариума» и «Молитва и пост» — концертным альбомом, который изначально был создан как Internet-only альбом. Лишь в 2001 году по многочисленным просьбам слушателей альбом, наконец, был издан на компакт-дисках.
В мае 1999 года появился сольник Гребенщикова «Борис Гребенщиков поёт песни Булата Окуджавы». Как и в случае с «Песнями Александра Вертинского», Гребенщиков сам аккомпанировал себе на акустической гитаре, но запись всё равно прошла не без участия других членов «Аквариума», который снова был собран в середине года в составе: БГ, Рубекин, Суротдинов, Сакмаров, Шавкунов.

### «Аквариум» 3.0 (1999—2015)
Первым студийным альбомом «Аквариума» третьего созыва стал диск «Ψ» («Пси») — пятнадцатый альбом группы. По утверждению Гребенщикова, «в альбоме нет никакой концепции», он просто стал отражением состояния группы в тот момент. На диске есть и позитивные («Маша и медведь», «Пока несут сакэ», «Сын плотника»), и более мрачные («Луна, успокой меня», «Имя моей тоски») песни. Впервые за много лет появилась регги-композиция («Стоп машина»).
25 мая 2000 года был выпущен альбом «Пятиугольный грех». Этот альбом вышел под псевдонимом «Террариум», так как в альбоме, кроме Гребенщикова и членов «Аквариума», присутствуют приглашённые рок-музыканты, которые исполняют свои песни на стихи Джорджа. Это был первый альбом, в котором играл новый ударник группы Альберт Потапкин.
1 ноября 2000 года одновременно в России и Германии выходит альбом-сборник «Территория», состоящий в основном из старых песен, две из которых были специально перезаписаны для этого альбома.
В январе 2002 года в Америке и Европе, а в начале мая в России, выходит 13-й сольный альбом Гребенщикова «Переправа» («Bardo»); в его записи опять принимают участие Gabrielle Roth & «The Mirrors». Альбом представляет собой переработку инструментальных композиций из одноимённого альбома «Bardo» «Русско-Абиссинского Оркестра» (то есть «Аквариума» под псевдонимом) 1997 года.
В 2002 году группу покинул Олег Сакмаров.
Первый за три года полностью новый альбом «Сестра Хаос» появился только в 2002 году. Диск оказался не похож ни на что из того, что раньше делал «Аквариум». Как и «Ψ», альбом получился очень эмоциональным и разносторонним (Гребенщиков определил «Сестру Хаос» как первый разноцветный альбом в истории музыки). Снова появилось регги — песня «Растаманы из глубинки»; в записи песни «Северный цвет» поучаствовал Дживан Гаспарян.
«Альбом должен был называться „Псалмы“, просто старцы отговорили меня от этого названия. Альбом представляет собой псалмы. Там не один псалом, там девять псалмов».
Из интервью Б. Гребенщикова

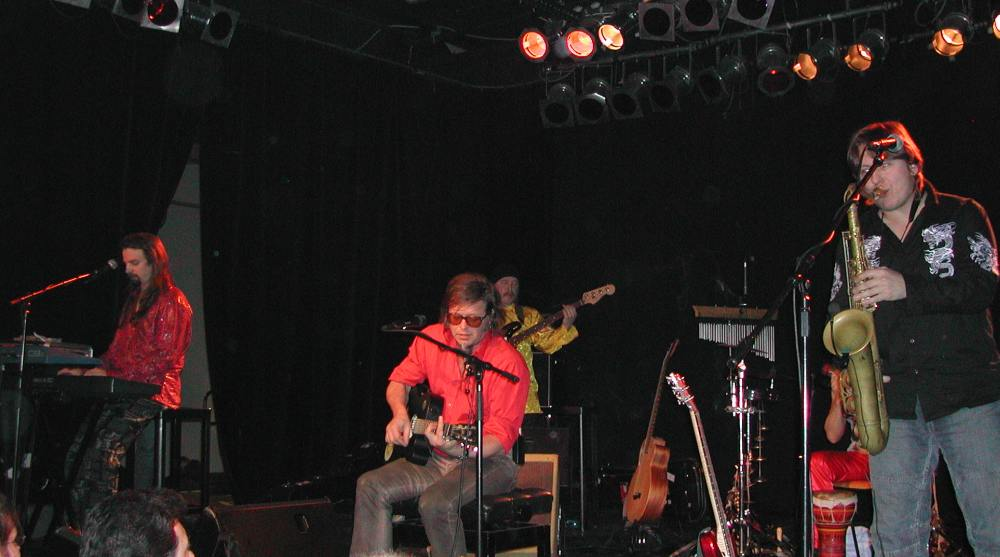
«Аквариум» во время концерта в зале «Alte Feuerwache» (Мангейм, Германия, 12 декабря 2004 года). Слева направо: Рубекин (клавиши), Гребенщиков (гитара, вокал), Кудрявцев (позади Гребенщикова, бас), Шавкунов (позади Тимофеева, перкуссия), Тимофеев (саксофон, флейта, гитара)

В том же году группа получила премию «ПобоRoll» за вклад в развитие музыки. Начался выпуск на CD «Антологии» — за два года все альбомы переизданы на компакт-дисках с бонусными треками.
Очередной «номерной» альбом «Песни рыбака» (2003) был частично записан в Индии; в записи его принимало участие большое количество индийских музыкантов, игравших на традиционных инструментах. Несмотря на несколько мрачную композицию «Человек из Кемерова», альбом оказался в целом позитивен по настрою. Чуть позже, к пятидесятилетию Гребенщикова, ограниченным тиражом в 300 экземпляров вышел двойной альбом-сборник «50 БГ», который продавался только на концертах группы.
В 2003 году к «Аквариуму» присоединилось три музыканта-духовика — Фёдор Кувайцев (кларнет), участвовавший ещё в 1980-х в нескольких записях и выступлениях Александр Беренсон (труба) и Игорь Тимофеев (саксофон и флейта), и около года группа играла в составе девяти человек. В самом начале 2005 года группу покинул барабанщик Альберт Потапкин, а летом того же года — Беренсон и Кувайцев.
В 2004 году был также ограниченным тиражом выпущен 14-й сольный альбом Гребенщикова «Без слов». В альбоме 16 инструментальных композиций, представляющих собой японско-китайские мотивы.
Логическим продолжением деятельности группы в 2005 году стал альбом «ZOOM ZOOM ZOOM». Песни, составившие этот альбом, были написаны Гребенщиковым в испанском курортном городке Паламос.
В 2005 году на официальном сайте «Аквариума» появилось объявление о том, что по просьбе студии «Союз» в свет должны будут выйти два тематических сборника. В итоге в 2005 году появился сборник «Reggae» с одной новой песней «Слова растамана», подтвердивший восстановление интереса Гребенщикова к растафарианству, и в 2006 году — «Песни о любви» со студийной версией песни «Ключи от моих дверей». «Reggae» и «Песни о любви» не представляют собой сборники от самого «Аквариума», а являются сборниками от студии «Союз», изданными с разрешения группы.

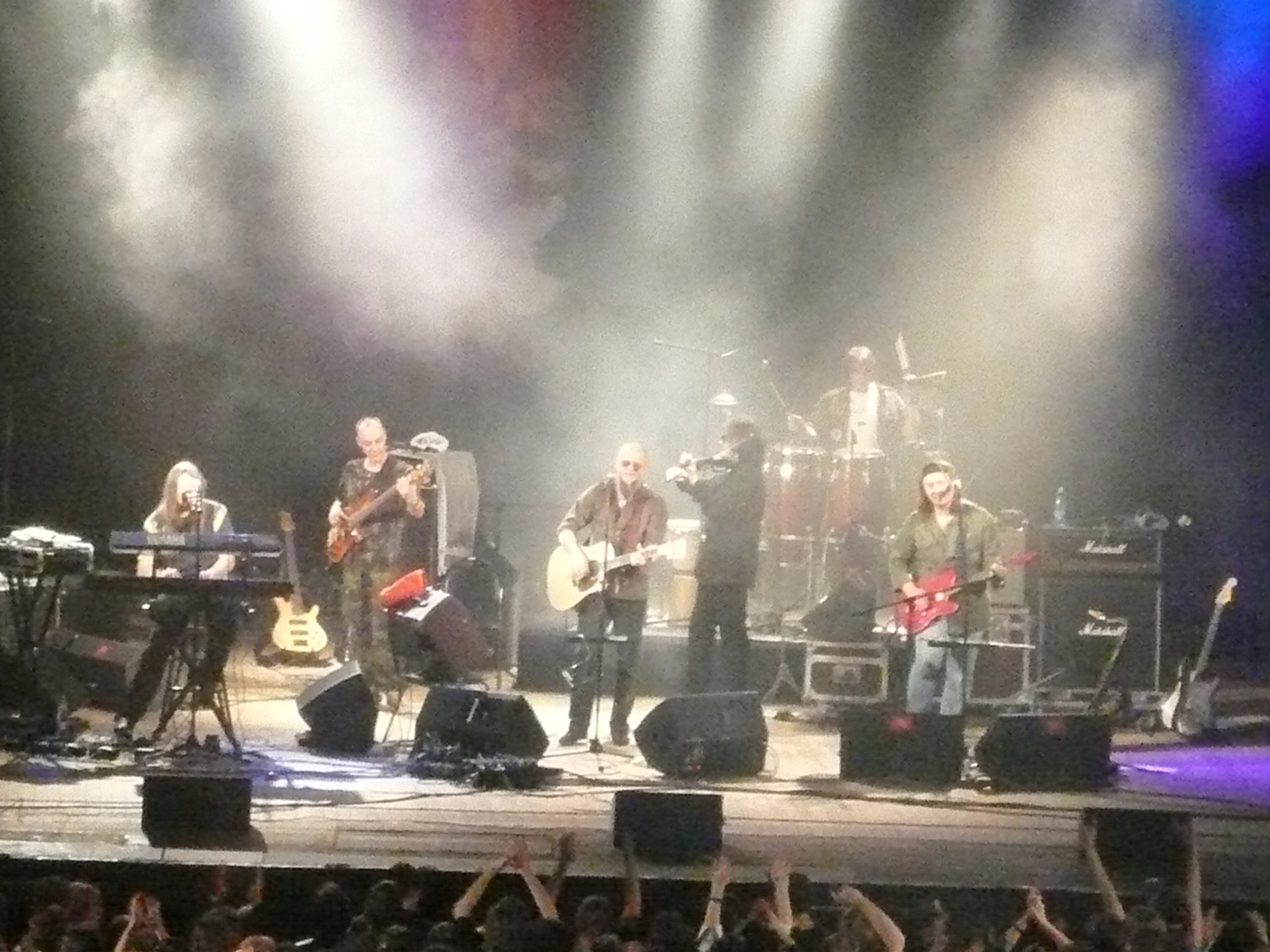
«Аквариум» во время концерта в ДК Ленсовета, Санкт-Петербург, Россия (2007). Слева направо: Борис Рубекин, Андрей Светлов, Борис Гребенщиков, Андрей Суротдинов, Олег Шавкунов, Игорь Тимофеев

В том же году у «Аквариума» появился новый басист — им стал Андрей Светлов.
Очередной альбом «Беспечный русский бродяга» вышел 5 апреля 2006 года. В альбом вошли две песни, исполнявшиеся на концертах ещё с конца 1990-х («Афанасий Никитин буги» и «Скорбец»), несколько композиций, близких по стилю к «Аквариуму» 1980-х («О смысле всего сущего», «Духовные люди») и к предыдущим альбомам «Песни рыбака» и «ZOOM ZOOM ZOOM» («Дело за мной», «Терапевт»). Встречаются в альбоме и нехарактерные для творчества группы эксперименты, вроде того же «Афанасий Никитин буги». Сразу несколько песен, в том числе и заглавная, посвящены алкогольной теме, причём с разных точек зрения.
В 2007 году вышел сборник их записей, сделанных между 1986 и 1990 годами, с наложениями, сделанными уже новым составом группы. Он получил название «Феодализм». Этот же год был отмечен такими значительными в истории группы событиями, как концерт в Альберт-Холле, одном из центральных концертных залов Лондона, и выступлением Гребенщикова в ООН (по приглашению гуру Шри Чинмоя).
В 2008 году на ещё одном концерте в Альберт-Холле был представлен проект «Аквариум International». Начиная с этого концерта, место бас-гитариста «Аквариума» вновь занял Александр Титов, игравший в группе в 1983—1989 и 1992—1996 годах. 3 декабря вышел очередной альбом «Лошадь белая», в котором снова принял участие Дживан Гаспарян (песня «Ещё один раз») и множество других приглашённых музыкантов, участников «Аквариум International».
15 октября 2009 года поступил в продажу новый альбом группы под названием «Пушкинская, 10», в котором представлены написанные ранее, но не вошедшие в предыдущие альбомы песни.
Сезон 2009—2010 годов группа выступает в России и ближнем Зарубежье с концертным туром «День Радости», в большинстве концертов которого в составе «Аквариума» выступает ирландский флейтист Brian Finnegan. Запись одного из этих концертов, прошедшего 14 декабря 2009 года в Екатеринбурге, легла в основу одноимённого концертного альбома.
С лета 2010 года «Аквариум» работает над записью очередного студийного альбома. В 2011 году выпущены 2 сингла от «Аквариума» «На ход ноги» и «Славное море священный Байкал». Работа под названием «Архангельск» вышла 23 сентября 2011 года и стала 22-м «естественным», по выражению БГ, альбомом «Аквариума».
К новому, 2012 году группа выпустила специальный «Новогодний сингл» («Дед Мороз Блюз» и «Бригадир»). В январе 2012 объявила конкурс на обложку сборника «Лучшие песни XXI века».
2 февраля начался юбилейный концертный тур, посвящённый «4000-летию группы» (по словам Б. Гребенщикова). В апреле новостное издание «Lenta.ru» (совместно с сайтом Kroogi.com) запустило проект в честь юбилея группы, публикуя на своём сайте материалы об истории группы (в том числе подборку материалов из самиздата 1980-х годов, редкие фотографии и несколько новых клипов), интервью с музыкантами нынешнего и предыдущих составов (Олег «Шарр» Шавкунов, Анатолий «Джордж» Гуницкий, Олег Сакмаров, Александр Ляпин, Всеволод Гаккель и др.) и творческими людьми, которым небезразлична музыка группы (А. Учитель и др.) и создав всенародный трибьют, собирая и выкладывая кавер-версии песен группы, исполненные как музыкантами-любителями, так и профессионалами, работающими в различных жанрах музыки (более 300 кавер-версий). Проект завершил свою работу одновременно с окончанием юбилейного концертного тура.
7 августа группа «Аквариум» опубликовала на сайте Kroogi.com альбом «Воздухоплавание в компании сфинксов». Цель этого альбома — «собрать заблудившиеся песни под одной крышей и вернуть забытую музыку людям», так как «за годы звукозаписи в закромах „Аквариума“ накопилось некоторое количество песен, оказавшихся на периферии канона, а то и вовсе недоступных простому слушателю». В октябре альбом был выпущен на компакт-дисках.
Кроме того, активно выпускаются архивные концертные записи группы в серии «Аквариум live». На август 2012 года выпущены: «Зомбияйц» (программа «Нового электрического пса» 1998—1999 годов), «Оракул Божественной бутылки» (концерт в день рождения Б. Гребенщикова 27 ноября 1998 года), «Записки о флоре и фауне» (Концерт в общежитии Ленинградского электромеханического техникума, июнь 1982 года), «Сроки и цены» (сборник из трёх концертных выступлений февраля-марта 1983 года), «Сергей Курёхин в Аквариуме» (выступление на 3-м рок-фестивале 1985 года и концерт в Жуковском 1983 года, получивший название «Электрошок-2») и др.
25 декабря вышел второй сборник редких записей — «Тайная история пчеловодства». В отличие от вышедшего до этого «Воздухоплавания в компании сфинксов», здесь представлены концертные записи песен:

«Есть песни вольного образа жизни.
Они живут где-то в неизвестном охотникам затоне; иногда плеснут хвостом на концертах и вновь скрываются из глаз, пренебрегают спокойной жизнью в тихой бухте альбома.

Данное собрание — попытка показать вам хотя бы некоторые из этих особей. Где и когда они были записаны — установить вряд ли возможно даже по звуку голоса и подбору инструментов. Качество записи, конечно, оставляет желать лучшего — но когда некоторые из них впервые попали к нам в руки, они были близки к белому шуму и только кропотливая работа астрофизиков и агрономов вернула им некоторую жизнеспособность. Однако в этом есть свой резон — записи правдиво воспроизводят атмосферу давно ушедших эпох. Аквариум благодарит своих близких и далёких друзей за предоставление этих редкостей».— Борис Гребенщиков
18 марта 2013 года Гребенщиков заявил о прекращении общения с прессой в России, продолжая изредка давать интервью за границей. В январе 2013 «Аквариум» возобновил сотрудничество с гитаристом состава 90-х годов Алексеем Зубаревым.
В конце 2013 года, в честь дня рождения БГ, выходит двадцать второй «естественный» альбом «Аквариум плюс», содержащий в числе прочих по-новому переигранные малоизвестные песни группы. «Это фантазия на тему „как бы звучали песни Аквариума, если бы всё было по-другому“. Альбом был записан между Петербургом, Лондоном и Лос-Анджелесом при деятельной помощи нашего нового коллеги Митчелла Фрума. При записи не пострадала ни одна панда», — комментирует альбом БГ.
В день шестидесятилетия Гребенщикова выходит вторая часть его избранных произведений «Boris Grebenchikov AQUARIUM 19952013». Сборник выпустила французская фирма Buda. Парижский Городской театр пригласил Гребенщикова сыграть большой концерт с группой и струнным октетом в феврале 2014 года.
В конце 2014 года Олег Шавкунов покинул «Аквариум» по причине разногласий по вопросу российской аннексии Крыма.
1 ноября 2015 года скончался клавишник Борис Рубекин.

### «Аквариум» 4.0 (c 2015)
После возвращения Алексея Зубарева, ухода из группы Олега Шавкунова и смерти Рубекина началась эпоха состава 4.0. Чуть раньше, в 2013 году, из группы ушёл гитарист и духовик Игорь Тимофеев, полностью отдавшись своим сольным проектам «Welcome to the Club» и «Perfect Karma» (периодически он участвует в отдельных концертах). За все гитары теперь отвечает Алексей Зубарев. С 2014 года на перкуссии играет сын Бориса Гребенщикова Глеб.
18 марта 2016 года «Аквариум» выпустил мини-альбом из трёх песен «Песни Нелюбимых». Две из них были записаны на Кубе исключительно с кубинскими музыкантами.
16 июня 2017 года группа «Аквариум» обнародовала новую песню «Пегги Поршень». В недавнем интервью БГ рассказал о работе над новым альбомом «Аквариума». С июня 2017 года у «Аквариума» стартовал тур, посвящённый 45-летию группы. Праздничные концерты, посвящённые 45-летию «Аквариума», с участием гостей из разных стран прошли 30 июня в Москве в клубе «STADIUM» и 2 июля в Санкт-Петербурге в ДС «Юбилейный».
20 октября 2017 вышел мини-альбом «Двери Травы» с тремя песнями, сочинёнными в 1970-е и 1980-е годы и записанными в Петербурге и Париже в 2017 году.
В сентябре 2020 года группа выпустила сборник «Песни Джорджа», состоящий из композиций, написанных Борисом Гребенщиковым на стихи Анатолия Гуницкого. Все они, за исключением «Из Тамбова с любовью» и «Сонет 2018», ранее были опубликованы на номерных пластинках.
В октябре 2020 года выходит сольный альбом Бориса Гребенщикова «Услышь меня, хорошая», состоящий из народных песен.
30 декабря 2020 года состоялась премьера двадцать третьего альбома «Тор».
Ещё с конца 2021 года Борис Гребенщиков предполагал выпустить новый альбом под вывеской группы. 4 января 2022 г. в интервью он объявил, что пластинка «почти готова» и предполагаемая дата её выхода — 1 февраля. Однако новый альбом так и не вышел.
На 2022 год выпадал 50-летний юбилей группы. Однако, с началом войны в Украине 24 февраля 2022 года Борис Гребенщиков объявил о прекращении концертной деятельности «Аквариума» «до лучших времён». Тем не менее, Гребенщиков с большей частью состава Аквариума продолжили выступать вне России и выпускать новую музыку под названием «БГ+»
Резюмируя феномен группы, Борис Гребенщиков говорит:
«„Аквариум“ — это сияющий зверь. Крылатый сияющий зверь. Он приносит вам лекарство. Он приносит то, чего вам не хватало, а вы сами этого не знали».

## Влияние на современную культуру
«Аквариум» — одна из первых и наиболее популярных рок-групп Советского Союза — оказала большое влияние на целое поколение, фигура же Гребенщикова и вовсе превратилась в культовую. Лирика «Аквариума» часто цитируется в литературе, печати и в песенном творчестве других авторов:
«В одном вагоне сразу в трёх местах пели под гитару — и, кажется, одну и ту же песню, гребенщиковский „Поезд в огне“, но разные части: одна компания начинала, другая уже заканчивала, а третья пьяно пережёвывала припев, только как-то неправильно — пели „этот поезд в огне, и нам некуда больше жить“ вместо „некуда больше бежать“».
Виктор Пелевин, «Жёлтая стрела» Цитируется песня «Поезд в огне»
«Кирсанов. Надрались?

Зоя Сергеевна. Нет. Во всяком случае, в меру. Слушают музыку и играют в какую-то игру. На специальной доске.

Кирсанов. В нарды, что ли?

Зоя Сергеевна. Нет. Какое-то коротенькое название. То ли японское, то ли китайское…

Кирсанов. В го?

Зоя Сергеевна. Да, правильно. В го.

Пауза. В отдалении Гребенщиков стонуще выводит:

Этот поезд в огне — и нам не на что больше жать,

Этот поезд в огне — и нам некуда больше бежать.

Эта земля была нашей, пока мы не увязли в борьбе...

Кирсанов. Вождь из племени га сидит и играет в го».
Аркадий и Борис Стругацкие, пьеса «Жиды города Питера, или Невесёлые беседы при свечах». Цитируется песня «Поезд в огне»
— Восемь тысяч двести вёрст пустоты, — пропел за решёткой радиоприёмника дрожащий от чувства мужской голос, — а всё равно нам с тобой негде ночевать… Был бы я весел, если б не ты, если б не ты, моя родина-мать…

Володин встал с места и щёлкнул выключателем. Музыка стихла.

— Ты чего выключил? — спросил Сердюк, поднимая голову.

— Не могу я Гребенщикова слушать, — ответил Володин. — Человек, конечно, талантливый, но уж больно навороты любит. У него повсюду сплошной буддизм. Слова в простоте сказать не может. Вот сейчас про родину-мать пел. Знаешь, откуда это? У китайской секты Белого Лотоса была такая мантра: «абсолютная пустота — родина, мать — нерождённое». И ещё как зашифровал — пока поймёшь, что он в виду имеет, башню сорвёт!
Виктор Пелевин, «Чапаев и Пустота». Цитируется песня «8200»
«Когда машина поравнялась с будкой охраны у знакомых ворот, по радио тихо запел Гребенщиков:
„Меня зовут семнадцатый Идам.
Меня вы знаете сами
по чаше с кровью, девяти ногам
и скальпу с волоса-ами…“

Слова были мрачноватыми, и, как это частенько случалось у Гребенщикова, не до конца понятными, но появление числа „17“ (тридцать четыре, делённое на два) было превосходным знаком. Именно такого проблеска света и не хватало перед жутким испытанием впереди. Стёпа почувствовал, как на глаза наворачиваются слёзы.
„Спасибо, Боб, — подумал он. — Ты единственный не продался…“»
Виктор Пелевин, «Числа»
«А сегодня с утра новое чувство вступило: чувствовал себя Бенедикт умным и богатым, и охота было, чтоб все видели: вот он идёт, Бенедикт, умный и богатый. И щедрый. Остановился, слепцов послушал. Они как раз старинное, бойкое грянули: „Два двенадцать восемьдесят пять ноль бэ! Два двенадцать восемьдесят пять ноль вэ! Два двенадцать восемьдесят пять ноль гэ!“ — послушал и кинул им мышей связку. Ага, целую связку! Гуляем!»
Татьяна Толстая, «Кысь». Цитируется песня «212-85-06»
«Но наши отряды, ух, Отборные.

И те, что нас любят, всё смотрят нам вслед.

Да только глядь на образа, а лики-то чёрные.

И обратной дороги нет!»
Константин Кинчев, песня «Сумерки», альбом «Шабаш» группы «Алиса». Цитируется песня «Рок-н-ролл мёртв»
«И кем бы ты ни был — не умирай,

Ты видишь, как небо льёт через край.

Те, кто нас любит, смотрят нам вслед.

Мерседес — Бенц, а мы ещё нет!»
Олег Медведев, песня «Маленькая рыбка». Цитируется песня «Рок-н-ролл мёртв»
«А в порту ожиданье прибытья больших кораблей,

И вся в белом с подзорной трубой замерла на балконе жена капитана,

Драит бляхи и ружья, готовясь к торжественной встрече, охрана…

Только им никогда не приплыть. Королева, мне жаль, но есть вещи сильней».
Сергей Калугин, песня «Станция мёртвых сердец», 1997. Отсылает к «Из сияющей пустоты» и «Рождественской песне» «Аквариума» и содержит цитаты из них
Аллюзии на творчество группы содержатся в песнях Чижа «Сен Симилья» " («я на крыше сто лет не сидел, я сто лет не ругался с женой…») и «Ехал всю ночь» («…мне кажется, что всё это зря»), Ольги Арефьевой «N» («белые танцы на грани весны…») и «Машины Времени» «Когда я был большим» («нарисовал на стене БГ то, чего нет…»).
Нередко используется образ Гребенщикова:
Это несколько сбило его с толку, и несколько секунд он вспоминал, зачем сюда пришёл. Вспомнив, оторвал листок туалетной бумаги и записал:

    «1) Бренд-эссенция (легенда). Вставлять во все концепции вместо «психологической кристаллизации».

     2) «Парламент» с танками на мосту — сменить слоган. Вместо «дыма Отечества» — «All that jazz». Вариант плаката — Гребенщиков, сидящий в лотосе на вершине холма, закуривает сигарету. На горизонте — церковные купола Москвы. Под холмом — дорога, на которую выползает колонна танков. Слоган:

     «ПАРЛАМЕНТ. ПОКА НЕ НАЧАЛСЯ ДЖАЗ».

    Спрятав листок в нагрудный карман и спустив для конспирации воду, он вернулся на кухню и подошёл вплотную к плакату с  краснознамённой «Кока-колой».
Виктор Пелевин, «Generation „П“»
Часто пародируется лирика или образ Гребенщикова. Яркие примеры — флэш-мультфильм «Бывший Аллах» студии «Антимульт» и стилизация Александра Пушного поп-песни «Я теряю корни», имитирующая манеру исполнения Гребенщикова при неизменном тексте. Примеры пародий в литературе и текстах других музыкантов:
«Я знаю, что мне осталось недолго

И мне уже всё равно

Но если б я мог выбирать себя

Я был бы Гребенщиков

Я бы стучался в двери травы

И пел бы про Вавилон

Я бы стучался в двери травы

И пел бы про Вавилон»
Егор Летов, песня группы «Гражданская оборона», 1986
«Скотник Саша, и всё до фени

Скотник Саша — чей-то племянник в третьем колене,

И он катается в коровьем дерьме как голландский сыр в прованском масле

С зелёным змием в руках, на звёздно-полосатом коне.

Всё до фени — дык, ёлы-палы!

Состоянье набекрени, что нам боги, дворцы да каналы?

И, сидя в преглубокой дыре, он часто видит сон и ему кажется, что

Дело и в количестве женщин, и в новой волне».
Веня Д'ркин, 1993
«Жена мне сказала, что эту песню я спёр у БГ.

Она так и сказала: „Эту клёвую песню ты нагло спёр у БГ“.

Она же тупица непроходимая -

Она никогда не слышала Боба Дилана.

Да пока я писал эту песню, я сбросил 12 кг!»
Константин Арбенин, 2006
«Мне снился ефрейтор Расческин, обнаруживший камень в воде.

Мне снилось, что камень сказал: Ефрейтор, ты дерево и больше нигде,

А если корень растёт, то он растёт вбок, и чуть вверх и в этом закон,

Так что тот, кто с восторгом глядит на восток, может бросить рябину в огонь.

Государь мой, прости, но для этой песни я заимствую твой язык,

Ибо жизнь заставляет заняться работой, к которой я не привык.

Я в реестре призваний — очарованный странник, а не рыцарь, смотрящий вперёд

Но что делать — ефрейтор заснул на посту, рядовой поднимает взвод».
Сергей Калугин, песня «Открытое письмо ефрейтору Расческину», 1997
Некоторые слова и обороты речи, впервые прозвучавшие в песнях «Аквариума», введены в обиход в молодёжной среде, а слово «типа» из песни «2-12-85-06» закрепилось в разговорной и письменной речи совершенно разных слоёв населения (приближаясь по смыслу к английскому разговорному аналогу «like» или «kinda»/«kind of»).
В Бишкеке есть кафе-клуб «Великий дворник» (название песни «Аквариума» из альбома «Равноденствие» (1987).
Существует картина «Аквариум», её автор — Дмитрий Шагин. На картине изображены Гребенщиков, Дюша Романов и Всеволод Гаккель.

## Переработка песен группы и кавер-версии
Песни «Аквариума» несколько раз становились объектом переработки — как со стороны близких по жанру групп, так и музыкантов, далёких от рока.
В 1997 году гитарист группы Алексей Зубарев выпустил альбом «Рапсодия для воды», куда вошли сделанные в 1995 году инструментальные аранжировки таких песен группы, как «Отец яблок», «Десять стрел», «Аделаида», «Дубровский», «Серебро Господа» и др. По словам Алексея, «именно эти темы попросил меня сделать режиссёр светового шоу в честь возвращения фигуры ангела на шпиль Петропавловской крепости; мне были заданы сами темы, порядок и время их звучания. Кое-что, впрочем, я изменил, так как у БГ есть песни, которые практически непереводимы в инструментальный вариант».
В 1997 году Дюшей Романовым был записан альбом инструментальных кавер-версий «Аквариума» в собственной электронной обработке (вышел посмертно в 2000 под названием «Аквариум mix. Виртуальная оборона»). Своего рода альтернативной версией стал диск, записанный самим Б. Гребенщиковым с группой «Deadушки» и выпущенный в 1998 году.
К 50-летию Б. Гребенщикова в 2003 году был выпущен двойной трибьют-альбом «Земля и небо», где собраны кавер-версии песен «Аквариума» разных исполнителей и два стихотворения А. Гуницкого в авторском чтении.
Оперный певец (бас) и композитор Дмитрий Степанович переложил «Русский альбом» для фортепиано и баса и исполнил его 20 октября 2006 года в Галерее искусства «Дом Ф. И. Шаляпина».
В альбоме Ольги Арефьевой «Хвоин» присутствует песня «Деревенская», представляющая собой слова Ольги на мотив песни «Русская нирвана».

## Оформление альбомов
«Аквариум» был одной из первых советских рок-групп, выпускавших альбомы с полноценным оформлением. Обложки первых, «подпольных», магнитоальбомов зачастую наклеивались на конверты самими участниками группы.

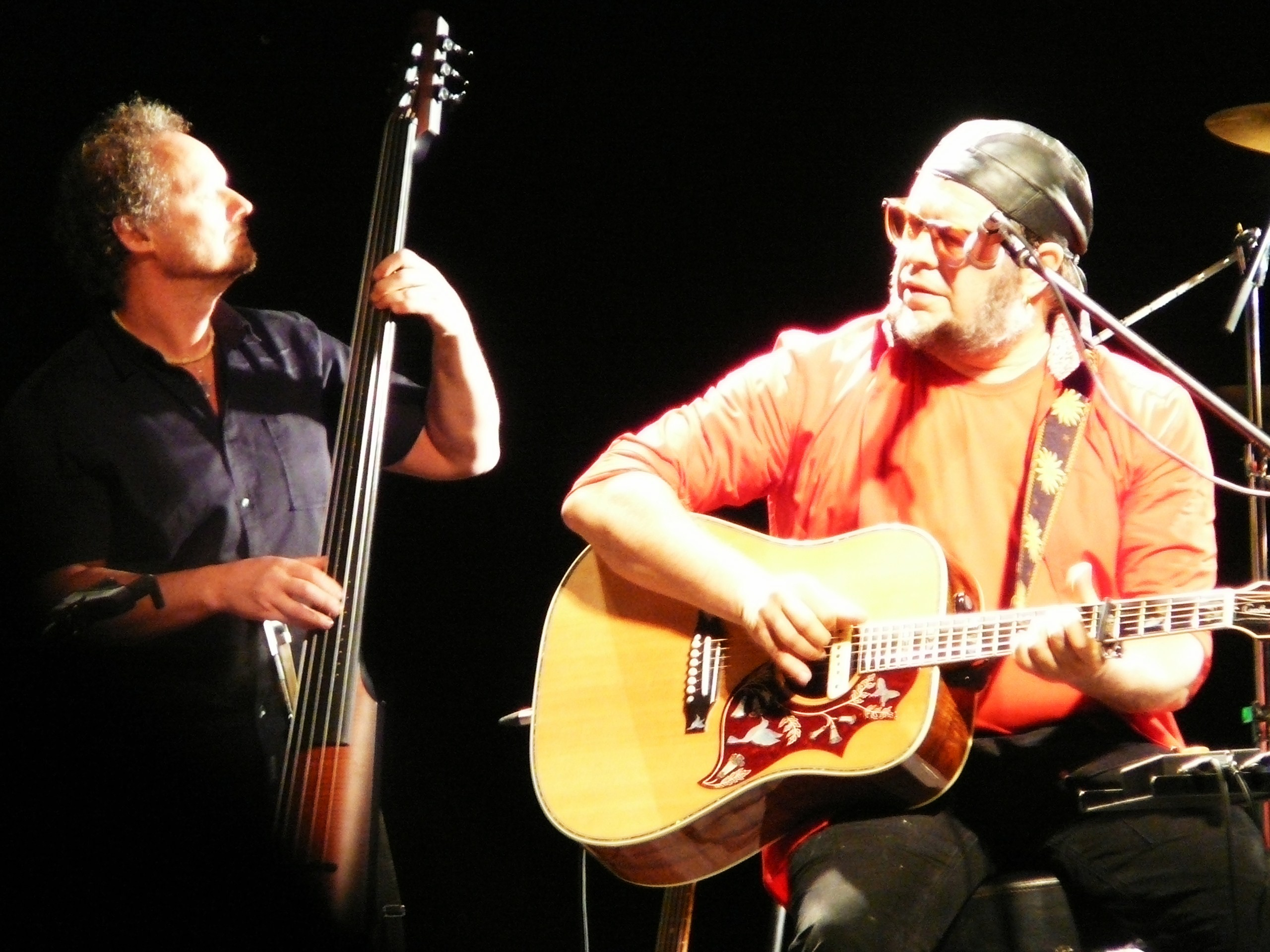
На концерте группы «Аквариум», проходившем в рамках юбилейного тура «4.000 лет» (Казань, 24 апреля 2012 года)

Первым по-настоящему оформленным альбомом «Аквариума» был «Синий альбом» (1981), на обложке которого фотографом Андреем «Вилли» Усовым были запечатлены члены группы на лестничной клетке старого подъезда.
Фото на «Треугольнике» (1981) оказалось гораздо загадочнее и сюрреалистичнее: две странные тёмные фигуры в каком-то помещении, у одной из которых вместо головы — металлический шар. Любопытно, что этот мистический снимок на самом деле был сделан в коридоре Дома юного техника на Охте: на переднем плане композиции — Гребенщиков с отражателем от калорифера на голове, на заднем — спрятавшийся за занавеску Всеволод Гаккель.
Сюрреалистический подход был применён и к последующим альбомам и достиг пика на обложке «Радио Африка» (1983), ни на одной из лицевых сторон которого не было названия группы, зато был загадочный получеловек-полускульптура, роль которого исполнил тот же Гаккель.
В общей сложности, Усов работал над обложками восьми студийных альбомов «Аквариума», первым из которых был «Все братья — сёстры» (1978), а последним — «Дети Декабря» (1985). Единственный альбом этого периода, в оформлении которого он не участвовал, — «День Серебра» (1984), на обложке которого был изображён ацтекский символ входа и выхода — линия, которая закручивается в спираль и выходит из неё, не прервавшись. Для «Ихтиологии», на момент появления концертного альбома в самиздате в 1984 году, обложка вообще не была сделана.
Начиная с «Дня Серебра», «Аквариум» в оформлении альбомов всё больше склоняется к живописи — обложки «Дня Серебра» (1984) и «Равноденствия» (1987; пейзаж некоей местности, в небе над которой висят одновременно солнце и луна) выполнены Сергеем Дебижевым, «Десяти стрел» (1986; небольшие картинки на темы песен) — Александром Флоренским, «Русского альбома» Бориса Гребенщикова (1992; изображение птицы с человеческой головой в орнаменте — очевидно, имеется в виду Сирин, Алконост или Гамаюн) — Виталием Вальге.
Обложки альбомов 1990-х были достаточно абстрактны: глаз в иллюминаторе («Навигатор», 1995), каменный кельтский крест в поле («Гиперборея», 1997), утягивающий зелёный водоворот («Ψ»). В альбомах XXI века на лицевой стороне снова появились участники «Аквариума», причём на двух из них это был только Гребенщиков («Сестра Хаос», 2002; «Песни рыбака», 2003), и на одном — «ZOOM ZOOM ZOOM» (2005) — вся группа.

### Надписи на обложках
На обложках многих альбомов «Аквариума» сделаны благодарственные надписи, обращения к слушателям, эпиграфы. Вот некоторые из этих надписей:
- «Треугольник» (1981) — надписи «Аквариум» двумя видами эльфийского письма.
- «День Серебра» (1984) — «Боящийся в любви несовершенен».
- «Десять стрел» (1986) — «Посвящаем альбом памяти Саши Куссуля (1986)».
- «Библиотека Вавилона (4-й Том)» (1993) — «Этим альбомом мы заканчиваем выпуск архивов Аквариума. Время двигаться дальше».
- «Пески Петербурга» (1994) — «Во благо всем разумным существам».
- «Навигатор» (1995) — «Пусть всё благо которое есть в этом альбоме послужит прекращению войн в России и за её пределами» (запятых нет на кассете)
- «Гиперборея» (1997) — «Аквариум благодарит Галсана Тохтох, Дж. Харрисона, хор монастыря Гъюто, Юнгчен Лхамо, Хю фон Бинген, безымянного коня, Квентина Тарантино, чёрное море, короре кокоре и прочих близких и неизвестных друзей. ПОСВЯЩАЕТСЯ АКУСТИЧЕСКОМУ ВОИНУ».
- «Пятиугольный грех» (2000) — «ТЕРРАРИУМ БЛАГОДАРИТ Господа Бога, Аллаха, Махашуньяту, Брахмана, Макса Ландэ, Вадима Рубекина и Ступу Боднатх. ВО_БЛАГО_ВСЕМ_СУЩЕСТВАМ!».
- «Территория» (2000) — «Спасибо всем, кто причастен к „Аквариуму“. Спасибо всем. Альбом „Территория“ благодарит: Криса Ваксмута [за идею], J.F. Bailina [за праведность], Л. Кавину [за терменвокс], Б. Рубекина [за Стахановскую звукозапись], Господа Бога [за поддержку]».
- «Песни рыбака» (2003) — «Спасибо всем, кто помогал в записи этого альбома! Слава Богу!».
- «Аквариум. Reggae» (2005) — «Воистину Джа направляет и поддерживает! Да укрепит он всех, кто будет это слушать!».
- «Аквариум. 21 век» (2012) — «Минувшие десять лет были удивительным и прекрасным временем. Спасибо за то, что вы не перестаёте нас слышать».

В оформлении альбомов используются различные стилизованные написания названия группы: АКВАРИYМ («Синий альбом», «Треугольник», «Дети Декабря»), ÅКВАРИУМ («Ψ», «Песни рыбака»), ÅКВАРИYМ («День Серебра», «Равноденствие», «Гиперборея» и т. д.). На обложках некоторых альбомов присутствовало и обычное написание «АКВАРИУМ» («Кострома mon amour», «Навигатор», «Снежный лев»). Сам Борис Гребенщиков объясняет использование буквы «Å» так:
«Кружок над А показывает, что это не обычная буква А, а тайная буква А».

## Состав
Гребенщиков об участниках коллектива:
«Аквариум» — ноша, которую несут все. Когда кому-то это становится неинтересно, состав группы меняется".
Ниже в скобках для каждого участника указаны годы активного участия в группе.

### Последний состав группы (до 24 февраля 2022 года)
- Борис Гребенщиков (БГ) — вокал, гитара, губная гармоника (1972 — наши дни)
- Александр Титов — бас-гитара (1983—1989, 1992—1996, 2008 — наши дни)
- Алексей Зубарев — гитара, мандолина (1992—1997, 2013 — наши дни)
- Андрей Суротдинов — скрипка, клавишные, перкуссия (1995 — наши дни)
- Игорь Тимофеев — флейты, саксофон, гитара, мандолина (с 2003 года, с перерывами)
- Брайан Финнеган — тинвистл, флейта (2008 — наши дни)
- Лиам Брэдли — ударные, бонги (2011—наши дни)
- Глеб Гребенщиков (Dr. Grasshoper) — перкуссия (с 2014)[90]
- Константин Туманов — клавишные, синтезаторы, семплы, аккордеон (c 2018)

Гребенщиков, Титов, Суротдинов, Финнеган, Брэдли и Туманов продолжили деятельность и после 24 февраля 2022 года под новым названием «БГ+».

## Дискография
- 1981 — Синий альбом
- 1981 — Треугольник
- 1982 — Табу
- 1983 — Радио Африка
- 1984 — День серебра
- 1986 — Дети Декабря
- 1988 — Равноденствие (записан в 1987)
- 1993 — Любимые песни Рамзеса IV
- 1994 — Пески Петербурга
- 1994 — Кострома mon amour
- 1995 — Навигатор
- 1996 — Снежный лев
- 1997 — Гиперборея
- 1999 — Ψ
- 2002 — Сестра Хаос
- 2003 — Песни рыбака
- 2005 — ZOOM ZOOM ZOOM
- 2006 — Беспечный русский бродяга
- 2008 — Лошадь белая
- 2009 — Пушкинская, 10
- 2010 — Наша жизнь с точки зрения деревьев (записан в 1988)
- 2011 — Архангельск
- 2013 — Аквариум плюс
- 2020 — Тор
- 2022 — Дом Всех Святых

## Видеоклипы и записи для телевидения
- 1981 — «Гиневер», «Сонет», «Чай», «Глядя в телевизор», «Два тракториста», «Твоей звезде»[91] (телепередача «Весёлые ребята»)
- 1985 — «Пепел» (режиссёр Дж. Стингрей)
- 1985 — «Сны»
- 1986 — «Двигаться дальше»
- 1986 — «Танцы на грани весны»
- 1986 — «Я —Змея»
- 1986 — «Дети декабря»
- 1986 — «Мир, как мы его знали»
- 1986 — «Сестра»
- 1988 — «212-85-06»
- 1988 — «Жажда»
- 1988 — «Поезд в огне»
- 1990 — «Боже, храни полярников» (С. Дебижев)
- 1990 — «Не стой на пути у высоких чувств»
- 1993 — «Пятнадцать голых баб»
- 1994 — «Московская Октябрьская» (С. Дебижев)
- 1995 — «Гарсон № 2»
- 1996 — «Древнерусская тоска»
- 1997 — «Духовный паровоз»
- 1999 — «Скорбец» (А. Новосёлов)
- 1999 — «Маша и Медведь»
- 2002 — «Брод»
- 2003 — «Человек из Кемерова» (С. Дебижев)
- 2005 — «Zoom Zoom Zoom» (С. Дебижев)
- 2005 — «Не могу оторвать глаз от тебя»
- 2006 — «Слова растамана»
- 2006 — «Шумелка»
- 2006 — «Стаканы»
- 2007 — «Мама, я не могу больше пить» (Р. Дёмин)
- 2008 — «Что нам делать с пьяным матросом?» (Р. Дёмин)
- 2009 — «Девушка с веслом» (Р. Дёмин)
- 2011 — «Марш священных коров»
- 2013 — «Хавай меня, хавай»
- 2015 — «Палёное виски и толчёный мел»
- 2016 — «Песни нелюбимых» (М. Плешкова)
- 2016 — «Собачий вальс»
- 2019 — «Баста Раста»
- 2020 — «Пошёл вон, Вавилон»
- 2020 — «Бабушки»
- 2021 — «Масала Доса»

### Публикации текстов «Аквариума»
- Дело мастера Бо. — ТТ Сестра, 1991.
- 14. Полное собрание песен Аквариума. — 1994.
- Аквариум. Песни XX века. — 2000.
- Гуницкий А. Крюкообразность — мой девиз. Аквариумные стихи. «Красный матрос», 2000. — 68 стр. — 500 экз. — ISBN 5-7187-0368-2 (ошибоч.)
- Сочинения в 2-х томах: т. 1 — «Песни», т. 2 — «Непесни». — Издательство Леан, 1997. Переизд.: Издательство «Нота-Р», 2002.
- Б. Б. Гребенщиков. Книга Песен. — М.: Олма Медиа Групп, 2006. — ISBN 5-373-00414-6.
- Борис Гребенщиков. Трамонтана: Авторский сборник. — М.: Эксмо, 2013. — 192 с. — (Поэзия XXI). — 3000 экз. — ISBN 978-5-699-63033-2.
- Гребенщиков Б. Б. Серебро Господа моего. — М.: Эксмо, 2013. — 320 с. — (Золотая серия поэзии). — ISBN 978-5-699-62254-2.
- Гребенщиков Б. Б. Великие поэты мира: Борис Гребенщиков. — М.: Эксмо, 2013. — 320 с. — (Великие поэты мира). — ISBN 978-5-699-62826-1.
- Песни БГ. — М., 2013.
- Песни БГ. — М., 2018 (Обложка «Золото на голубом»: золотой текст и орнамент на голубом поле)

### Книги и материалы об «Аквариуме»
- Алексеев А. С. Кто есть кто в российской рок-музыке. — М. : АСТ : Астрель : Харвест, 2009. — С. 31—39. — ISBN 978-5-17-048654-0 (АСТ). — ISBN 978-5-271-24160-4 (Астрель). — ISBN 978-985-16-7343-4 (Харвест).
- Айрапетян А. «Аппаратчик Марат» — Аквариум 1973—1979 глазами очевидца и участника. — 1998.
- Б. Гребенщиков: «Я — за искренность…» // Аргументы и Факты. — 1986. — № 43.
- Бахмутский И. Альбом «Радио Африка» // Живой звук: газета. — 1997.
- Бачуров В. Самый быстрый самолёт. — 1995.
- Борисова Е. Проводник. Лирическая дискография «Аквариума». — 2003.
- Вознесенский А. Белые ночи Бориса Гребенщикова // Огонёк: журнал. — 1986. — № 46 (ноябрь).
- Гаврилов А. Аквариум. Любители-профессионалы // Мелодия. — 1987. — № 1.
- Гаккель В. Аквариум как способ ухода за теннисным кортом. — М.: Сентябрь, 2000.
- Гребенщиков Б. Б. Краткий отчёт о 16 годах звукозаписи. — 1997.
- Гребенщикова Л. Х. Мой сын БГ. — 2008. С. Горцев о книге.
- Гуницкий А. Так начинался Аквариум. — 2008.
- Ерёмин Е. М. Альбом «Сестра Хаос»: заглавие и текст. — 2003.
- Ерёмин Е. М. Царская рыбалка, или Стратегия освоения библейского текста в рок-поэзии Б. Гребенщикова. — Благовещенск: Издательство БГПУ, 2011.
- Житинский А. Н. Путешествие рок-дилетанта. — СПб: Амфора, 2007. — 485, с. ISBN 978-5-367-00321-5
- Зандер А. Аквариум: «День серебра». — 1985.
- Ильченко Ю. Два концерта Аквариума. — 1978.
- Кич К. Аквариум: «Дети декабря». — 1985.
- Крассовский М. Квартирник в Барыковском переулке. — 1985.
- Кушнир А. Треугольник. — 1999.
- Кушнир А. Хедлайнеры. — Амфора, 2007. — 398 с. — ISBN 978-5-367-00585-1.
- Кушнир А. Аквариум: Геометрия Хаоса. — METAMORPHOSES, 2023. — 304 с. — ISBN 978-5-370-05315-3.
- Кушнир А., Чернов В. Вспоминает Сергей Курёхин // Огонёк: журнал. — 1996.
- Новости звукозаписи. Аквариум: «Треугольник». — 1981.
- Рыбин А., Кушнир А., Гребенщиков Б., Соловьёв-Спасский В. Аквариум. Сны о чём-то большем… — М.: Нота-Р, 2003.
- Рыбин А. В. Три кита: БГ, Майк, Цой. — 2013.
- Романов А. История «Аквариума». Книга флейтиста. — М.: Амфора, 2006. — 438 с — ISBN 5-367-00248-X.
- Аквариум 1972—1992: Справочник / Сост. и ред. О. Сагарёва. — М.: Алфавит, 1992. — 378 с.
- Соколов И. Прекрасный дилетант. — 1998
- Соловьёв-Спасский В. История светлых времён (Аквариум в контексте мировой культуры). — 1996.
- Старцев А. История группы Аквариум. — 1986.
- Стингрей Д., Стингрей М. Стингрей в Стране Чудес / Пер. с англ. А. Кана. — М.: АСТ, ОГИЗ, 2019. — 331 с. — 2000 экз. — ISBN 978-5-17-113356-6.
- Стингрей Д. Стингрей в Зазеркалье. — АСТ, 2019—288 с. — ISBN 9785171160432.
- Стингрей Д. Русский рок. История. Фотографии. Интервью. Документы. — АСТ, 2020—208 с. — ISBN 9785171204785.
- Стингрей Д. Подлинная история Русского Рока. — АСТ, 2021—208 с. — ISBN 9785171347284.
- Стингрей Д. Русский рок. Конец андерграунда. Фотографии. Интервью. Документы. — АСТ, 2021—224 с. — ISBN 9785171460709.
- Стингрей Д. Русский рок. Новая Эра. Фотографии. Интервью. Документы. — АСТ, 2023—216 с. — ISBN 9785171548216.
- Стингрей Д. Борис Гребенщиков. Я начинаю с неба. — АСТ, 2023—216 с. — ISBN 978-5-17-158761-1.
- Стингрей Д., Стингрей М. История русской рок-музыки в эпоху потрясений и перемен. — АСТ, 2023—464 с. — ISBN 9785171582036. («Стингрей в Стране Чудес» и «Стингрей в Зазеркалье» в одном томе с добавлениями).
- Ухов Д. Группа Аквариум // Кругозор. — 1987. — № 5.
- Крымова, Л. Все, что вы хотите знать об «Аквариуме», но не решаетесь спросить / Лидия Крымова. — Ростов н/Д : Феникс, 2001. — 127, [4] л. цв. портр.; 20 см. — (Кумиры молодых).; ISBN 5-222-01576-9.
- Гуницкий, А. Мой АКВАРИУМ [Текст] / Анатолий ’Джордж’ Гуницкий. — Санкт-Петербург : КРАСНЫЙ МАТРОС, 2015. — 348, [3] с., [20] л. ил., портр. : портр.; 20 см; ISBN 5-7187-0641-2.
- История Аквариума. Сторона «А» [Текст]. — Санкт-Петербург : Пальмира : T8 Издательские технологии, 2018. — 556, [3] с.; 22 см. — (Серия «Дискография»).; ISBN 978-5-521-00904-6.
- Гуницкий, А. Осторожно! Играет «Аквариум»! [Текст] : [16+] / Джордж Гуницкий. — Москва : Э, 2018. — 477, [1] с. : ил., портр.; 21 см. — (Жизнеописания знаменитых людей).; ISBN 978-5-04-097447-4.
- Сурков, П. Азбука «Åквариума»: камертон русского рока : сборник эссе : [16+] / Павел Сурков; с иллюстрациями Гелии Судзиловской. — Москва : Комсомольская правда, 2022. — 218, [5] с. : ил.; 24 см. — (Реальные истории).; ISBN 978-5-4470-0382-1.
- Ленинградский Рок-клуб. Рубинштейна, 13. Рождение истории : 16+ : [Аквариум, Зоопарк, Популярная Механика, Кино, Мифы, Россияне, Пикник : альбом] / текст Андрей Бурлака; фотографии Валентин Барановский. — Москва : АСТ, ОГИЗ, 2023. — 207 с. : ил., портр., цв. ил., портр.; 29 см. — (Звезды века (бол.)).; ISBN 978-5-17-148874-1.